# إميل آدم
إميل آدم (بالألمانية: Emil Adam)‏ هو رسام ألماني، ولد في 20 مايو 1843 في ميونخ في ألمانيا، وتوفي بنفس المكان في 19 يناير 1924.

## معرض صور

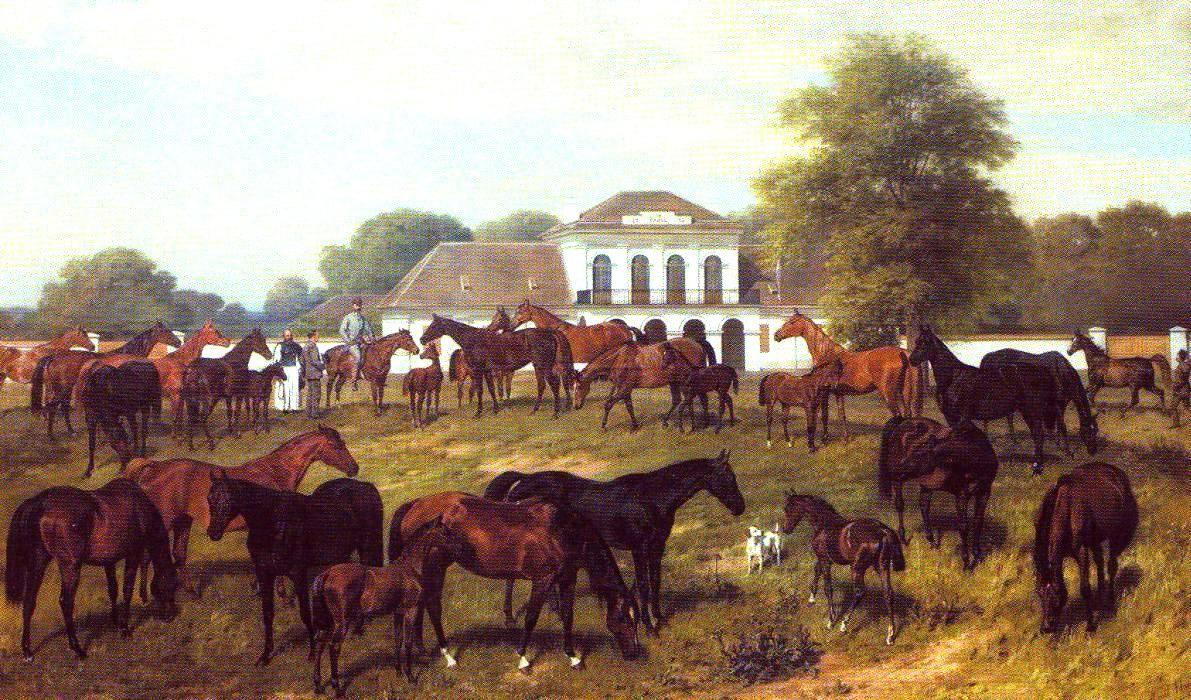
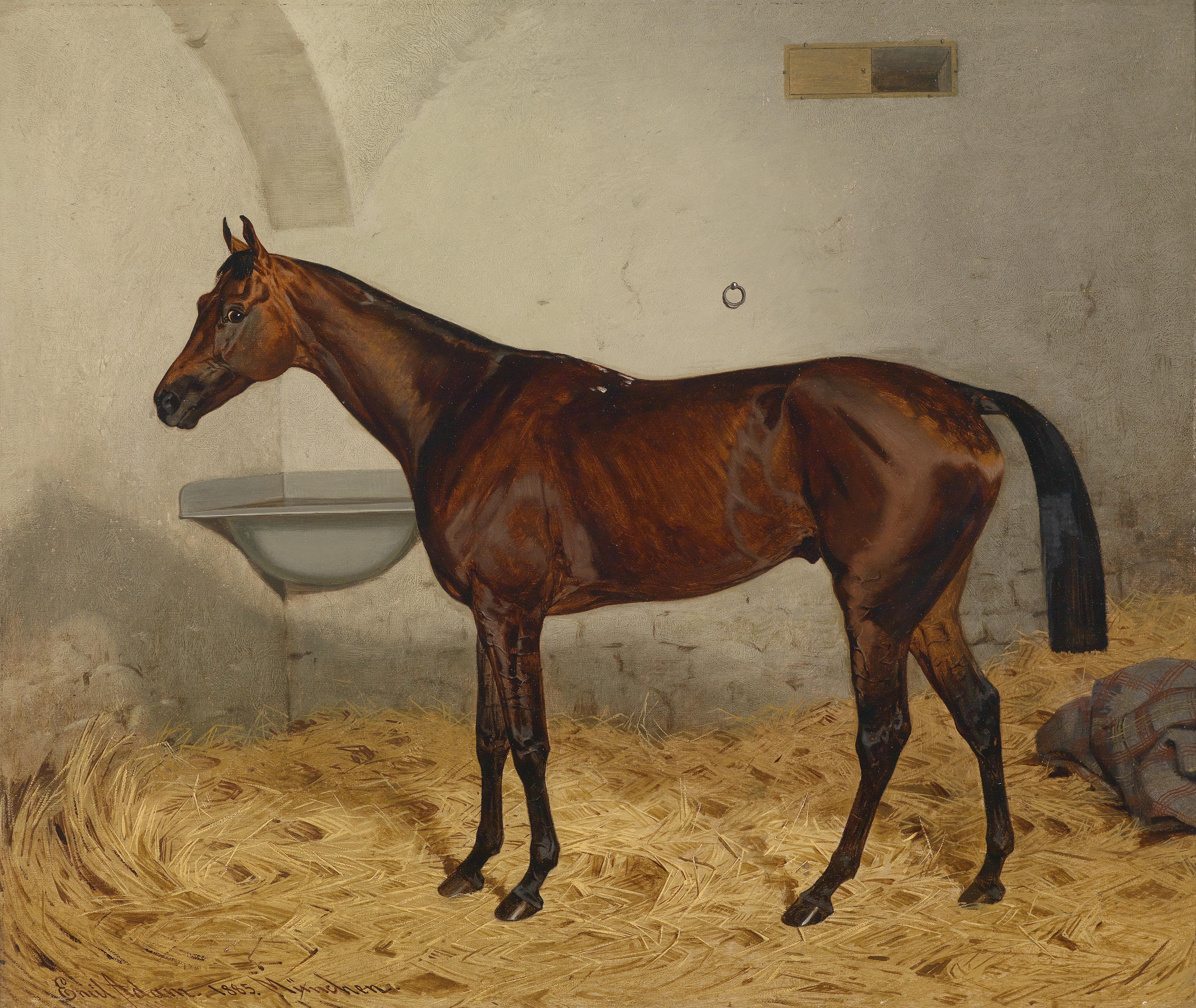
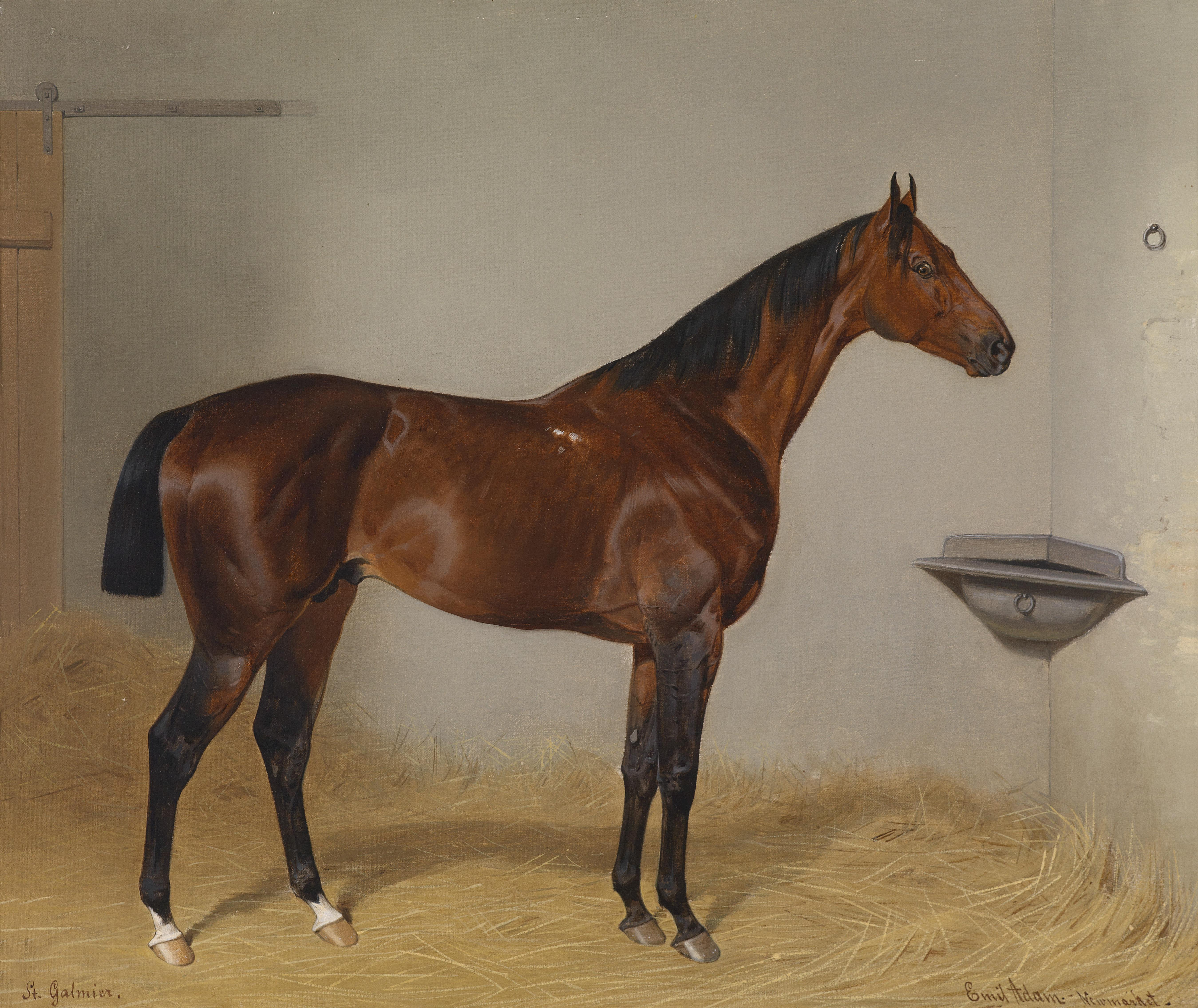
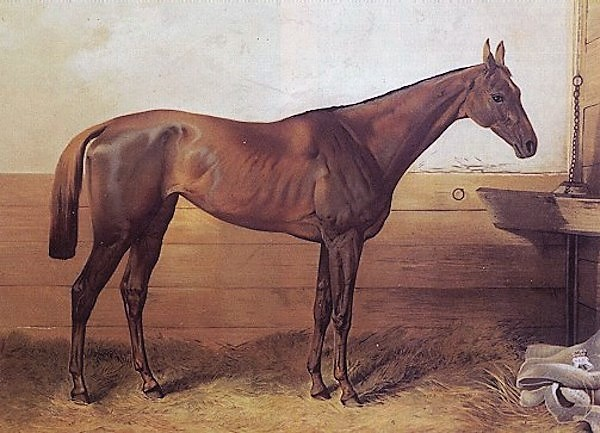
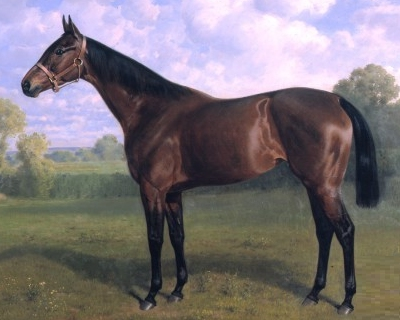